# Sedam
Sedam (o Seram) è una città dell'India di 31.529 abitanti, situata nel distretto di Gulbarga, nello stato federato del Karnataka. In base al numero di abitanti la città rientra nella classe III (da 20.000 a 49.999 persone).

## Geografia fisica
La città è situata a 17° 10' 60 N e 77° 16' 60 E e ha un'altitudine di 407 m s.l.m..

## Società

### Evoluzione demografica
Al censimento del 2001 la popolazione di Sedam assommava a 31.529 persone, delle quali 16.127 maschi e 15.402 femmine. I bambini di età inferiore o uguale ai sei anni assommavano a 5.054, dei quali 2.589 maschi e 2.465 femmine. Infine, coloro che erano in grado di saper almeno leggere e scrivere erano 18.248, dei quali 10.632 maschi e 7.616 femmine.